# Rain (gruppo musicale giapponese)
I Rain (reso graficamente come Ra:IN, acronimo di Rock and INspiration, pronunciato ɹɑ ɪn) sono un gruppo rock strumentale giapponese fondato nel 2002 da Pata, chitarrista della metal band X Japan, Michiaki (ex Tensaw) e Tetsu Mukaiyama (ex Red Warriors e Cocco). Nel 2007 si unisce alla band D.I.E, ex tastierista degli Spread Beaver (famosa per essere stata la band di supporto di Hide, anch'egli membro degli X Japan), che fino ad allora aveva partecipato al progetto solo come membro di supporto.

## Formazione
- Pata - chitarra
- Michiaki - basso
- Tetsu - batteria
- D.I.E - tastiere e sintetizzatore

## Discografia
- The Border (3 aprile 2003) - EP
- The Line (7 novembre 2003)
- Before the Siren (8 marzo 2006)
- Metal Box (9 aprile 2008)
- Circle/Psychogenic (2009) - EP[2]